# Bezant
Bezant (starofrancosko besant iz latinskega bizantius aureus) je bil naziv, s katerim so v zahodni Evropi poimenovali več zlarnikov z Bližnjega vzhoda. Vsi kovanci so izhajali iz rimskega solida. Beseda sama izhaja iz grškega Bizanca, prestolnice Bizantinskega cesarstva.
Izvirni bezant je bil zlatnik, ki so ga kovali v Bizantinskem cesarstvu, sprva kot nomizmo in od 11. stoletje kot hiperpir. Izraz bezant se je kasneje uporabljal za zlate dinarje več islamskih držav. Zlatniki Jeruzalemskega kraljestva in Grofije Tripoli so se imenovali saracenski bezanti, ker so se zgledovali po zlatih dinarjih. 
V Ciprskem kraljestvu so kovali denar iz elektrona, ki je temeljil na bizantinski traheji. Imenovali so ga "beli bezant".
Izraz bezant se je v primarnih virih uporabljal od 10. do 13. stoletja. Kasneje se je uporabljal kot obračunska enota in v književnosti in grboslovju.

## Srednjeveška zgodovina
V srednjeveški Evropi so se do poznega 13. stoletja zlatniki kovali zelo redko. Za kovanje denarja sta se uporabljala predvsem srebro in bron. V Bizantinskem cesarstvu in srednjeveškem arabskem svetu so se zlatniki kovali skoraj neprekinjeno. Zlatniki, predvsem z vzhodnega Sredozemlja, so v majhnih količinah krožili tudi po zahodni Evropi. Zelo cenjeni so bili predvsem bizantinski zlatniki, ki so jih običajno imenovali bezanti. Prvi bezanti so bili bizantinski solidi, ki so se v poznem 11. stoletju preimenovali v hiperpire. Latinski trgovci so hiperpire imenovali bezant, italijanski tudi perper ali piper. 
V zahodni Evropi se je od 12. stoletja, morda tudi prej, izraz bezant nanašal na zlate dinarje več islamskih držav. Islamski kovanci so se na začetku zgledovali po bizantinskem solidu. 
V Beneški republiki se je izraz bezant uporabljal za egiptovski zlati dinar. Marko Polo je na svojih potovanjih okoli leta 1300 izraz bezant uporabljal za valute cesarstva Juan. V Pegollotijevem italijanskem trgovskem priročniku Pratica della mercatura, izdanem leta 1343, se je izraz bizant uporabljal za kovance iz severne Afrike, vključno s Tunizijo in Tripolijem, Cipra, Armenije in Tabriza (zdaj v severozahodnem Iranu). Za bizantinski bizant sta se uporabljala naziva perper in piper.
Čeprav je bil bezant praviloma zlatnik, se je v srednjeveških latinskih besedilih naziv uporabljal tudi za srebrnike, ki so jih oogosto so jih imenovali tudi "beli bezant". Včasih so jih imenovali tudi miliaresion ali miliarense. Omenjeni srebrniki so, tako kot zlatniki, izvirali izključno iz Bizantinskega cesarstva in arabskega Bližnjega vzhoda.

## Bezant v grboslovju
V grboslovju je bezant prikazan kot rondela zlate barve. Simbol je nastal v obdobju križarskih vojn, v katerem so se vitezi iz zahodne Evrope prvič seznanili s takrat še zelo kakovostnimi bizantinskimi zlatniki. Med četrto križarsko vojno je križarska vojska izropala Konstantinopel (Bizanc), najbogatejše mesto v Evropi. Med plenom so bili seveda tudi bizantinski zlatniki. Za nekatere viteze so postali simbol bogastva in so jih začeli upodabljati na svojih grbih.